# Ertis-Qaraghandy Kanaly
Ertis-Qaraghandy Kanaly är en kanal i Kazakstan.   Den ligger i oblystet Qaraghandy, i den centrala delen av landet, 190 km sydost om huvudstaden Astana.